# سیان کلیفورد
سیان کلیفورد (انگلیسی: Sian Clifford؛ زادهٔ ۷ آوریل ۱۹۸۲) یک بازیگر اهل بریتانیا است. وی از سال ۲۰۰۶ میلادی تاکنون مشغول فعالیت بوده‌است.
از فیلم‌ها یا برنامه‌های تلویزیونی که وی در آن نقش داشته‌است می‌توان به فلیبگ و ببین چگونه می‌دوند اشاره کرد.